# Национальная радиокомпания Украины
Национальная радиокомпания Украины ― государственная организация. Основана 1 июня 1995 года путём разделения Государственной телерадиовещательной компании Украины. 
Вела радиовещание по:
- 1-й программе (радиопрограмме «УР1») — общегосударственной, информационной, общественно-политической и художественной, включавшей в себя местные передачи, звучавшей на средних и ультракоротких волнах;
- 2-й программе (радиопрограмме «Промынь») — общегосударственной, информационно-музыкальной, звучавшей на ультракоротких волнах;
- 3-й программе (радиопрограмме «УР3») — общегосударственной, информационной и художественной, звучавшей на средних и ультракоротких волнах.

19 января 2017 года реорганизована путём объединения с Национальной телекомпанией Украины, Государственной телерадиокомпанией «Культура» и региональными государственными телерадиокомпаниями в акционерное общество «Национальная общественная телерадиокомпания Украины». Являлась членом Европейского вещательного союза.